# Ochridacyclops iriomotensis
Ochridacyclops iriomotensis is een eenoogkreeftjessoort uit de familie van de Cyclopidae. De wetenschappelijke naam van de soort is voor het eerst geldig gepubliceerd in 2002 door Ishida.